# Ellen Soeding
Ellen Soeding (* 10. August 1904 als Ellen Liebe-Harkort in Düsseldorf; † 17. Februar 1987 in Hagen) war eine deutsche Schriftstellerin.

## Leben
Ellen Soeding wuchs im „Haus Harkorten“, dem Stammsitz der Harkorts in Westerbauer bei Hagen auf. 1927 heiratete sie den in der Stahlbranche tätigen Industriellen Dietmar Soeding, mit dem sie ab 1936 auf dem Hamperhof bei Hagen-Ambrock als freie Schriftstellerin lebte. Ellen Soeding verfasste Romane, Erzählungen sowie eine Geschichte der Familie Harkort und Firmengeschichten.

## Werke
- Sibylle, Stuttgart [u. a.] 1936
- Umweg zum Frieden, Stuttgart [u. a.] 1938
- Das Höfchen, Stuttgart [u. a.] 1939
- Der Adler fliegt, Stuttgart [u. a.] 1940
- Freunde in der Not, Stuttgart [u. a.] 1941
- Und unsere Söhne haben es vollbracht, Berlin 1942
- Hagen, Honnef/Rh. 1957
- Die Harkorts, Münster, Westf.
  - 1 (1957)
  - 2 (1957)
- 100 Jahre Proll & Lohmann, Hagen 1960
- Wenige Jahre der Freundschaft, Lippoldsberg 1960
- 180 Jahre Söding-Stahl, Hagen 1963 (zusammen mit Dietmar Soeding)

Das Höfchen (Deutsche Verlags-Anstalt, Stuttgart und Berlin 1939) wurde in der Deutschen Demokratischen Republik auf die Liste der auszusondernden Literatur gesetzt.